# Cayo Hueso (Florida)
Cayo Hueso (en inglés: Key West) es una ciudad ubicada en la isla homónima en el Estrecho de Florida, dentro del estado estadounidense de Florida. Junto con todas o partes de las islas separadas de Dredgers Key, Fleming Key, Sunset Key, y la parte norte de Stock Island, constituye la Ciudad de Cayo Hueso.
La isla de Cayo Hueso mide aproximadamente 4 millas (6 km) de largo y 1 milla (2 km) de ancho, con una superficie total de 4,2 millas cuadradas (10,9 km²). Se encuentra en el extremo sur de la Ruta 1 de Estados Unidos, la carretera norte-sur más larga del país. Cayo Hueso está a unos 95 millas (152,9 km) al norte de Cuba en sus puntos más cercanos. También está 130 millas (209,2 km) al suroeste de Miami por aire, a unos 165 millas (265,5 km) por carretera, y 106 millas (170,6 km) al norte-noreste de La Habana.
La ciudad de Cayo Hueso es la sede del condado del Monroe, que incluye la mayor parte de los Cayos de Florida y parte de los Everglades. La superficie total de la ciudad es de 5,6 millas cuadradas (14,5 km²). El lema oficial de la ciudad es "Una familia humana".
Cayo Hueso es la ciudad más meridional de los Estados Unidos contiguos y la isla más occidental conectada por carretera en los Cayos de Florida. Duval Street, su calle principal, tiene una longitud de 1,1 millas (1,8 km) en su travesía de 14 manzanas desde el Golfo de México hasta el Estrecho de Florida y el Océano Atlántico. Cayo Hueso es el extremo sur de la Ruta 1 de EE. UU., de la Carretera estatal A1A, de la Vía Verde de la Costa Este y, antes de 1935, del Ferrocarril de la Costa Este de Florida. Cayo Hueso es un puerto de escala para muchos cruceros de pasajeros. El Aeropuerto Internacional de Cayo Hueso ofrece servicio de aerolíneas. La Estación Aérea Naval de Cayo Hueso es un importante lugar de entrenamiento durante todo el año para la aviación naval debido al clima tropical, que es también la razón por la que Cayo Hueso fue elegido como lugar de la Casa Blanca de Invierno del presidente Harry S. Truman. El distrito financiero está situado a lo largo de la calle Duval e incluye gran parte de la esquina noroeste de la isla.
En el Censo de 2020 tenía una población de 26,444 habitantes y una densidad poblacional de 1,823.44 personas por km².

## Historia

### Época precolonial y colonial
En diversas épocas anteriores al siglo XIX, personas emparentadas o sujetas a los Calusa y los Tequesta habitaron Cayo Hueso. Los últimos residentes nativos americanos de Cayo Hueso fueron refugiados calusas que fueron llevados a Cuba cuando Florida fue transferida de España a Gran Bretaña en 1763.
Cayo Hueso es el nombre original en español de la isla de Cayo Hueso. Significa literalmente "cayo de huesos", cayo refiriéndose a una isla baja o arrecife. Se dice que la isla estaba llena de restos (huesos) de anteriores habitantes nativos, que utilizaban la isla como cementerio comunitario. Esta isla era el cayo más occidental con un suministro fiable de agua.
Entre 1763, cuando Gran Bretaña arrebató el control de Florida a España, y 1821, cuando Estados Unidos tomó posesión de Florida de manos de España, había pocos o ningún habitante permanente en los cayos de Florida. Los cubanos visitaban regularmente los cayos principalmente para pescar, mientras que los bahameños pescaban, capturaban tortugas, cortaban madera dura y rescataban pecios. Los contrabandistas y corsarios también utilizaban los cayos para ocultarse. En 1766, el gobernador británico de Florida Oriental recomendó que se estableciera un puesto en Cayo Hueso para mejorar el control de la zona, pero no se llegó a nada. Durante los periodos británico y español ninguna nación ejerció el control de facto. Al parecer, los bahameños establecieron campamentos en los cayos que fueron ocupados durante meses, y hubo rumores de asentamientos permanentes hacia 1806 o 1807, pero se desconoce su ubicación. Pescadores de Nueva Inglaterra empezaron a visitar los cayos tras el final de la Guerra de 1812, y es posible que se asentaran brevemente en Cayo Vaca en 1818.

### Reclamos de propiedad
En 1815, el Gobernador español de Cuba en La Habana escrituró la isla de Cayo Hueso a Juan Pablo Salas, un oficial de la Artillería de la Real Armada Española destinado en San Agustín, Florida.  Después de que Florida fuera transferida a los Estados Unidos en 1821, Salas estaba tan ansioso por vender la isla que la vendió dos veces - primero por una balandra valorada en 575 dólares a un general John Geddes, antiguo gobernador de Carolina del Sur, y luego a un empresario estadounidense John W. Simonton, durante una reunión en un café de La Habana el 19 de enero de 1822, por el equivalente a 2.000 dólares en pesos de 1821. Geddes trató en vano de asegurar sus derechos sobre la propiedad ante Simonton, quien, con la ayuda de algunos amigos influyentes en Washington, pudo obtener un título claro sobre la isla. Simonton tenía amplios intereses comerciales en Mobile, Alabama. Compró la isla porque un amigo, John Whitehead, le había llamado la atención sobre las oportunidades que ofrecía la ubicación estratégica de la isla. John Whitehead había quedado varado en Cayo Hueso tras un naufragio en 1819 y había quedado impresionado por el potencial que ofrecía el profundo puerto de la isla. De hecho, la isla se consideraba el "Gibraltar del Oeste" por su situación estratégica en la vía de navegación profunda 90 millas (140 km), el Estrecho de Florida, entre el Océano Atlántico y el Golfo de México.
El 25 de marzo de 1822, el teniente comandante Matthew C. Perry navegó con la goleta USS Shark hasta Cayo Hueso y plantó la bandera estadounidense, reclamando los cayos como propiedad de los Estados Unidos. No se produjeron protestas por la reclamación estadounidense de Cayo Hueso, por lo que los Cayos de Florida pasaron a ser de facto propiedad de Estados Unidos.
Después de reclamar los Cayos de Florida para los Estados Unidos, Perry cambió el nombre de Cayo Hueso (Cayo Hueso) por el de Isla de Thompson en honor al Secretario de Marina. Smith Thompson, y el puerto Rodgers en honor al héroe de la Guerra de 1812 y presidente de la Junta de Supervisores de la Marina John Rodgers.  En 1823, Commodore David Porter del escuadrón antipiratería de la Armada de los Estados Unidos se hizo cargo de Cayo Hueso, y gobernó como militar dictador bajo la ley marcial. La Marina de los Estados Unidos encomendó a Porter la misión de contrarrestar la piratería y el comercio de esclavos en la zona de Cayo Hueso.

### Primeros promotores
Poco después de su compra, John Simonton subdividió la isla en parcelas y vendió tres cuartos indivisos de cada parcela a:
- John Mountain y el cónsul estadounidense John Warner, que rápidamente revendieron su cuarto a Pardon C. Greene, que fijó su residencia en la isla. Greene es el único de los cuatro "padres fundadores" que se estableció permanentemente en la isla, donde llegó a ser bastante prominente como jefe de P.C. Greene and Company. Fue miembro del consejo municipal[15] y también ejerció brevemente como alcalde. Murió en 1838 a la edad de 57 años.
- John Whitehead, su amigo que le había aconsejado comprar Cayo Hueso.[16] John Whitehead vivió en Cayo Hueso sólo ocho años. Fue socio de la firma P.C. Greene and Company desde 1824 hasta 1827. Soltero de por vida, abandonó la isla para siempre en 1832. Sólo regresó una vez, durante la Guerra Civil en 1861, y murió al año siguiente.
- John W.C. Fleeming nació en Inglaterra y se dedicó a los negocios mercantiles en Mobile, Alabama, donde se hizo amigo de John Simonton. Fleeming pasó sólo unos meses en Cayo Hueso en 1822 y se marchó a Massachusetts, donde se casó. Regresó a Cayo Hueso en 1832 con la intención de desarrollar la fabricación de sal en la isla, pero murió ese mismo año a la edad de 51 años.

Simonton pasó el invierno en Cayo Hueso y el verano en Washington D. C., donde presionó mucho para el desarrollo de la isla y para establecer una base naval en ella, tanto para aprovechar su ubicación estratégica como para poner orden en la ciudad. Murió en 1854.
Los nombres de los cuatro "padres fundadores" de la moderna Cayo Hueso fueron dados a las principales arterias de la isla cuando ésta fue trazada por primera vez en 1829 por William Adee Whitehead, hermano menor de John Whitehead. Ese primer plano y los nombres utilizados se mantuvieron en su mayor parte intactos y siguen utilizándose en la actualidad. Duval Street, la calle principal de la isla, lleva el nombre del primer gobernador territorial de Florida, William Pope Duval, que tiene el récord de ocupación del cargo de gobernador de la historia de Florida en Estados Unidos entre 1822 y 1834.
William Whitehead se convirtió en redactor jefe del Enquirer, un periódico local, en 1834. Conservó copias de su periódico, así como copias de la Key West Gazette, su predecesora. Más tarde envió esos ejemplares al secretario del condado de Monroe para su conservación, lo que nos da una visión de la vida en Cayo Hueso en los primeros tiempos (1820-1840).
En la década de 1830, Cayo Hueso era la ciudad más rica per cápita de Estados Unidos.
En 1846, la ciudad sufrió gravemente el huracán de La Habana de 1846.
En 1852 se construyó la primera iglesia católica, St. Mary's Star-Of-The-Sea. El año 1864 se convirtió en un hito para la iglesia en el sur de Florida cuando cinco Hermanas de los Santos Nombres de Jesús y María llegaron desde Montreal, Canadá, y establecieron la primera escuela católica en el sur de Florida. En esa época se llamaba Convento de María Inmaculada. La escuela sigue funcionando hoy en día y ahora se conoce como Mary Immaculate Star of the Sea School.

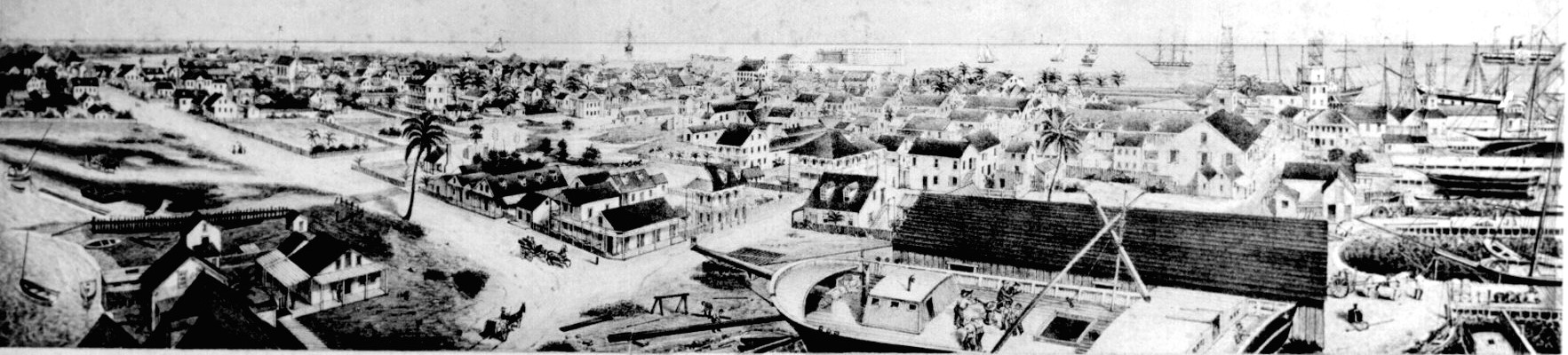
Cayo Hueso, c. 1856

### Guerra Civil Americana y finales delsigloXIX

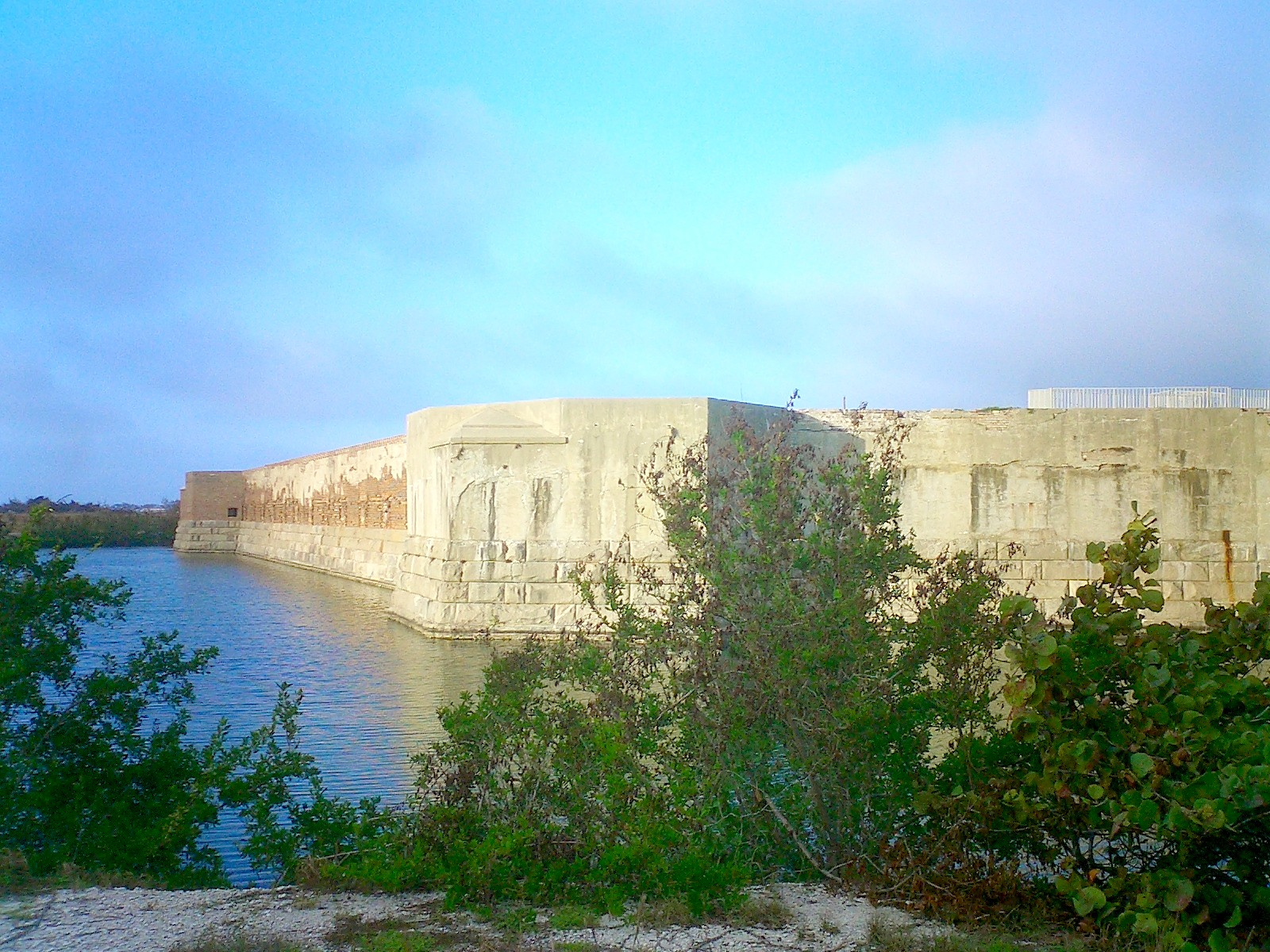
Fuerte Zachary Taylor en Cayo Hueso, activo durante la Guerra Civil, contiene la mayor colección de cañones de la Guerra Civil jamás descubierta en un solo lugar

Durante la Guerra Civil Americana, mientras Florida se separó y se unió a los Estados Confederados de América, Cayo Hueso permaneció en manos de la Unión Americana debido a la base naval.  Sin embargo, la mayoría de los lugareños simpatizaban con la Confederación, y muchos enarbolaban banderas confederadas sobre sus casas. Sin embargo, Cayo Hueso también albergaba una gran población negra libre. Esta población creció durante la guerra a medida que más negros esclavizados huían de sus amos y se ponían bajo la relativa seguridad de la guarnición de la Unión allí. El Fuerte Zachary Taylor, construido de 1845 a 1866, fue un importante puesto de avanzada de Cayo Hueso durante la Guerra Civil. En 1861 se inició la construcción de otros dos fuertes, las torres Martello Este y Oeste, que servían como armerías laterales y baterías para el fuerte mayor. A principios de 1864, llegaron a Cayo Hueso 900 hombres del segundo de las Tropas de Color de los Estados Unidos (USCT) como sustitutos del 47.º de Voluntarios de Pensilvania. Muchos de estos hombres entrarían en acción en el sur de Florida y el segundo USCT se convertiría en "uno de los regimientos negros más activos" de Florida. El Fuerte Jefferson, situado a unos 68 millas (109,4 km) de Cayo Hueso en Garden Key en las Dry Tortugas, sirvió después de la Guerra Civil como prisión para Dr. Samuel A. Mudd, condenado por conspiración con John Wilkes Booth, el asesino del presidente Abraham Lincoln.
En el siglo XIX, las principales industrias incluían el saqueo de naufragios, la pesca, la caza de tortugas y la fabricación de sal. De 1830 a 1861, Cayo Hueso fue un importante centro de producción de sal en Estados Unidos, cosechando el producto del mar (a través de las piscinas de marea que se retiran) en lugar de las minas de sal. Tras el estallido de la Guerra Civil, las tropas de la Unión cerraron la industria de la sal después de que simpatizantes de la Confederación introdujeran el producto de contrabando en el Sur. La producción de sal se reanudó al final de la guerra, pero la industria fue destruida por una huracán en 1876 y nunca se recuperó, en parte debido a las nuevas minas de sal en el continente.
Durante la Guerra de los Diez Años (una infructuosa guerra cubana por la independencia en las décadas de 1860 y 1870), muchos cubanos buscaron refugio en Cayo Hueso. Varias fábricas de puros se trasladaron a la ciudad desde Cuba, y Cayo Hueso se convirtió rápidamente en un importante productor de puros. Un incendio del 1 de abril de 1886, que comenzó en una cafetería junto al Instituto San Carlos y se extendió sin control, destruyó 18 fábricas de puros y 614 casas y almacenes del gobierno. Algunos propietarios de fábricas decidieron no reconstruir y, en su lugar, trasladaron sus operaciones a la nueva comunidad de Ybor City en Tampa, lo que provocó un lento declive de la industria del cigarro en Cayo Hueso. Aun así, Cayo Hueso seguía siendo la ciudad más grande y rica de Florida a finales de la década de 1880.
El USS Maine zarpó de Cayo Hueso en su fatídica visita a La Habana, donde estalló y se hundió en el puerto de La Habana, dando inicio a la guerra hispano-estadounidense. Los tripulantes del barco están enterrados en Cayo Hueso, y la investigación de la Marina sobre la explosión tuvo lugar en la Aduana de Cayo Hueso.

### SigloXX
En octubre de 1909, Cayo Hueso fue devastado por el huracán de los Cayos de Florida de 1909.  Al año siguiente, el huracán de Cuba de 1910 causó más daños. 
Cayo Hueso estuvo relativamente aislada hasta 1912, cuando se conectó con el continente de Florida a través de la extensión del Ferrocarril de Ultramar de Henry M. Flagler del Ferrocarril de la Costa Este de Florida (FEC).  Flagler creó un vertedero en Trumbo Point para sus ferrocarriles.
El huracán de los Cayos de Florida de 1919 causó daños catastróficos en la ciudad.
El 25 de diciembre de 1921, Manuel Cabeza fue linchado por miembros del Ku Klux Klan por convivir con una mujer negra.
Pan American Airlines fue fundada en Cayo Hueso, originalmente para volar a los visitantes a La Habana, en 1926. La aerolínea contrató con el Servicio Postal de los Estados Unidos en 1927 para entregar el correo hacia y desde Cuba y los Estados Unidos. La ruta postal se conocía como Key West, Florida - Havana Mail Route.
El Huracán del Día del Trabajo de 1935 destruyó gran parte del Ferrocarril de Ultramar y mató a cientos de residentes, incluidos unos 400 veteranos de la Primera Guerra Mundial que vivían en campamentos y trabajaban en proyectos federales de carreteras y control de mosquitos en los Cayos Medios. La FEC no podía permitirse restaurar el ferrocarril. El Gobierno de los Estados Unidos reconstruyó entonces la ruta ferroviaria como una autopista para automóviles, terminada en 1938, construida sobre muchas de las zapatas del ferrocarril.  Se convirtió en una extensión de la Ruta 1 de EE. UU..  La parte de la U.S. 1 que atraviesa los Cayos se denomina Autopista de Ultramar. Franklin Roosevelt recorrió la carretera en 1939.
Durante la Segunda Guerra Mundial, más de 14.000 barcos pasaron por el puerto de la isla. La población, debido a la afluencia de soldados, marineros, trabajadores y turistas, se duplicó o incluso triplicó en ocasiones durante la guerra.
A partir de 1946, el presidente estadounidense Harry S. Truman estableció una casa de vacaciones en Cayo Hueso, la Pequeña Casa Blanca de Harry S. Truman, donde pasaría 175 días de su presidencia.
En 1948, Cayo Hueso sufrió los daños de dos huracanes en otros tantos meses, del huracán de Florida de septiembre de 1948 y luego del huracán de Miami de 1948.
Antes de la revolución cubana de 1959, había servicios regulares de ferry y avión entre Cayo Hueso y La Habana.
John F. Kennedy utilizaría ampliamente "90 millas de Cuba" en sus discursos contra Fidel Castro. El propio Kennedy visitó Cayo Hueso un mes después de la resolución de la Crisis de los misiles en Cuba.
En 1982, la ciudad de Cayo Hueso afirmó brevemente su independencia como República de Concha como protesta por un bloqueo de la Patrulla Fronteriza de Estados Unidos. Este bloqueo se estableció en la US 1, donde el extremo norte de la carretera de ultramar se une a tierra firme en Florida City. Se produjo un atasco de 17 millas (27,4 km) mientras la Patrulla Fronteriza detenía todos los coches que salían de los Cayos, supuestamente en busca de inmigrantes ilegales que intentaban entrar en la parte continental de los Estados Unidos. Esto paralizó los Cayos de Florida, que dependen en gran medida de la industria del turismo. Las banderas, camisetas y otros artículos que representan a la República de la Concha siguen siendo recuerdos populares para los visitantes de Cayo Hueso, y la celebración de la Independencia de la República de la Concha -que incluye desfiles y fiestas- se celebra anualmente, el 23 de abril.
En 1998 el huracán Georges dañó la ciudad. En 2017, el huracán Irma causó daños sustanciales con viento e inundaciones, matando a tres personas.

## Geografía
Cayo Hueso se encuentra ubicada en las coordenadas 24°33′55″N 81°46′33″O / 24.56528, -81.77583. Según la Oficina del Censo de los Estados Unidos, Cayo Hueso tiene una superficie total de 18.76 km², de la cual 14.47 km² corresponden a tierra firme y (22.87%) 4.29 km² es agua.

### Clima
| Parámetros climáticos promedio de Aeropuerto Internacional de Cayo Hueso, Florida (normales 1991–2020, extremos 1872−presente) | Parámetros climáticos promedio de Aeropuerto Internacional de Cayo Hueso, Florida (normales 1991–2020, extremos 1872−presente) | Parámetros climáticos promedio de Aeropuerto Internacional de Cayo Hueso, Florida (normales 1991–2020, extremos 1872−presente) | Parámetros climáticos promedio de Aeropuerto Internacional de Cayo Hueso, Florida (normales 1991–2020, extremos 1872−presente) | Parámetros climáticos promedio de Aeropuerto Internacional de Cayo Hueso, Florida (normales 1991–2020, extremos 1872−presente) | Parámetros climáticos promedio de Aeropuerto Internacional de Cayo Hueso, Florida (normales 1991–2020, extremos 1872−presente) | Parámetros climáticos promedio de Aeropuerto Internacional de Cayo Hueso, Florida (normales 1991–2020, extremos 1872−presente) | Parámetros climáticos promedio de Aeropuerto Internacional de Cayo Hueso, Florida (normales 1991–2020, extremos 1872−presente) | Parámetros climáticos promedio de Aeropuerto Internacional de Cayo Hueso, Florida (normales 1991–2020, extremos 1872−presente) | Parámetros climáticos promedio de Aeropuerto Internacional de Cayo Hueso, Florida (normales 1991–2020, extremos 1872−presente) | Parámetros climáticos promedio de Aeropuerto Internacional de Cayo Hueso, Florida (normales 1991–2020, extremos 1872−presente) | Parámetros climáticos promedio de Aeropuerto Internacional de Cayo Hueso, Florida (normales 1991–2020, extremos 1872−presente) | Parámetros climáticos promedio de Aeropuerto Internacional de Cayo Hueso, Florida (normales 1991–2020, extremos 1872−presente) | Parámetros climáticos promedio de Aeropuerto Internacional de Cayo Hueso, Florida (normales 1991–2020, extremos 1872−presente) |
| Mes | Ene. | Feb. | Mar. | Abr. | May. | Jun. | Jul. | Ago. | Sep. | Oct. | Nov. | Dic. | Anual |
| --- | --- | --- | --- | --- | --- | --- | --- | --- | --- | --- | --- | --- | --- |
| Temp. máx. abs. (°C) | 32.2 | 30.6 | 31.7 | 32.8 | 34.4 | 35.6 | 36.1 | 36.1 | 35 | 33.9 | 32.8 | 31.1 | 36.1 |
| Temp. máx. media (°C) | 24.3 | 25.2 | 26.4 | 28.1 | 29.9 | 31.5 | 32.3 | 32.6 | 31.7 | 29.9 | 27.2 | 25.4 | 28.7 |
| Temp. media (°C) | 21.4 | 22.4 | 23.6 | 25.5 | 27.3 | 28.9 | 29.7 | 29.7 | 28.9 | 27.4 | 24.8 | 22.8 | 26.1 |
| Temp. mín. media (°C) | 18.6 | 19.5 | 20.7 | 22.8 | 24.7 | 26.3 | 27 | 26.9 | 26.2 | 24.9 | 22.3 | 20.2 | 23.3 |
| Temp. mín. abs. (°C) | 5 | 6.7 | 8.3 | 8.9 | 17.2 | 18.3 | 20 | 20 | 17.8 | 15 | 9.4 | 6.7 | 5 |
| Precipitación total (mm) | 46.5 | 39.1 | 38.9 | 52.6 | 79.2 | 107.4 | 92.2 | 136.4 | 183.9 | 144 | 52.1 | 54.6 | 1027.2 |
| Días de precipitaciones (≥ 0.2 mm)                                                                                             | 6.9 | 4.9 | 4.8 | 4.5 | 7.5 | 11.2 | 11.6 | 14.6 | 15.8 | 12.1 | 6.3 | 6.4 | 106.6 |
| Horas de sol | 249.6 | 245.4 | 308.8 | 324.6 | 340.3 | 314.0 | 325.2 | 306.6 | 269.6 | 254.7 | 230.9 | 234.5 | 3404.2 |
| Humedad relativa (%) | 76.0 | 74.3 | 73.0 | 70.1 | 71.8 | 74.0 | 72.2 | 73.4 | 75.3 | 75.1 | 76.0 | 76.2 | 74.0 |
| Fuente: NOAA (humedad y horas de sol 1961−1990)                                                                                | | | | | | | | | | | | | |

## Demografía
Según el censo de 2010, había 24.649 personas residiendo en Cayo Hueso. La densidad de población era de 1.313,78 hab./km². De los 24.649 habitantes, Cayo Hueso estaba compuesto por el 83.77% blancos, el 9.75% eran afroamericanos, el 0.43% eran amerindios, el 1.63% eran asiáticos, el 0.16% eran isleños del Pacífico, el 2.21% eran de otras razas y el 2.05% pertenecían a dos o más razas. Del total de la población el 21.21% eran hispanos o latinos de cualquier raza.